# Murphy J. Foster
Murphy James Foster (ur. 12 stycznia 1849 we Franklin w stanie Nevada, zm. 12 czerwca 1921 tamże) – polityk amerykański, działacz Partii Demokratycznej, prawnik, dziadek polityka Murphy’ego J. (Mike’a) Fostera, Jr.

## Życiorys
Jego rodzicami byli Thomas Foster i Martha P. Murphy. Studiował na Washington and Lee University w Lexington (Wirginia), po czym ukończył Cumberland University w Lebanon (Tennessee) w 1870. W latach 1879–1895 zasiadał w senacie stanowym Luizjany, od 1888 do 1890 pełniąc funkcję przewodniczącego pro tempore tej izby. W latach 1892–1900 sprawował urząd gubernatora stanu Luizjana. Od 1901 do 1913 był senatorem 2. klasy z Luizjany.
Był dwukrotnie żonaty. Najpierw poślubił Florence Daisy Hine, która zmarła w wieku 19 lat po zaledwie trzech miesiącach małżeństwa. Potem ożenił się z Rose Ruth Ker. Miał dziesięcioro dzieci (wszystkie z drugiego małżeństwa).